# Campionato europeo femminile under 19 di pallavolo 2014
Il campionato europeo femminile under 19 di pallavolo 2014 si è svolto dal 16 al 24 agosto 2014 a Tampere, in Finlandia, e Tartu, in Estonia: al torneo hanno partecipato dodici squadre nazionali europee e la vittoria finale è andata per la prima volta alla Serbia.

## Impianti
|                                                                    |                                                                                       |  |
|                                                                    |                                                                                       |  |
| LeCoq Sport Spordimaja Città: Tartu Capienza: - Anno d'apertura: - | Tampere Exhibition and Sports Centre Città: Tampere Capienza: - Anno d'apertura: 1985 |  |

## Regolamento
Le squadre hanno disputato una prima fase a gironi con formula del girone all'italiana: al termine della prima fase:
- Le prime due classificate di ogni girone hanno acceduto alla fase finale per il primo posto strutturata in semifinali, finale per il terzo posto e finale.
- La terza e la quarta di ogni girone hanno acceduto alla fase finale per il quinto posto strutturata in semifinali, finale per il settimo posto e finale per il quinto posto.

## Squadre partecipanti
| Squadra     | Qualificazione                               | Ultima partecipazione |
| ----------- | -------------------------------------------- | --------------------- |
| Belgio      | 1ª al torneo di qualificazione (girone F)    | Turchia 2012          |
| Bulgaria    | 1ª al torneo di qualificazione (girone D)    | Turchia 2012          |
| Estonia     | Paese organizzatore                          | Debutto               |
| Finlandia   | Paese organizzatore                          | Spagna 1979           |
| Grecia      | Migliore seconda al torneo di qualificazione | Turchia 1996          |
| Italia      | 1ª al torneo di qualificazione (girone A)    | Turchia 2012          |
| Paesi Bassi | 1ª al torneo di qualificazione (girone H)    | Serbia 2010           |
| Rep. Ceca   | 1ª al torneo di qualificazione (girone G)    | Turchia 2012          |
| Russia      | 1ª al torneo di qualificazione (girone B)    | Turchia 2012          |
| Serbia      | 1ª al torneo di qualificazione (girone E)    | Turchia 2012          |
| Slovenia    | 1ª al torneo di qualificazione (girone I)    | Turchia 2012          |
| Turchia     | 1ª al torneo di qualificazione (girone C)    | Turchia 2012          |

## Torneo

### Fase a gironi
| Girone A    | Girone B  |
| ----------- | --------- |
| Bulgaria    | Belgio    |
| Estonia     | Finlandia |
| Grecia      | Italia    |
| Paesi Bassi | Russia    |
| Rep. Ceca   | Slovenia  |
| Serbia      | Turchia   |

### Girone A

#### Risultati
| 16 agosto 2014 LeCoq Sport Spordimaja, Tartu Durata: 1h:42 - Spettatori: 50  | Grecia      | 3 - 1 | Rep. Ceca   | 21–25, 25–10, 25–18, 25–21       |
| 16 agosto 2014 LeCoq Sport Spordimaja, Tartu Durata: 2h:08 - Spettatori: 50  | Bulgaria    | 3 - 2 | Paesi Bassi | 21–25, 25–14, 25–21, 21–25, 15–8 |
| 16 agosto 2014 LeCoq Sport Spordimaja, Tartu Durata: 1h:19 - Spettatori: 110 | Serbia      | 3 - 0 | Estonia     | 25–18, 25–19, 25–21              |
| 17 agosto 2014 LeCoq Sport Spordimaja, Tartu Durata: 1h:42 - Spettatori: 30  | Rep. Ceca   | 3 - 1 | Bulgaria    | 25–20, 25–17, 20–25, 25–17       |
| 17 agosto 2014 LeCoq Sport Spordimaja, Tartu Durata: 1h:11 - Spettatori: 100 | Serbia      | 3 - 0 | Grecia      | 25–20, 25–13, 25–16              |
| 17 agosto 2014 LeCoq Sport Spordimaja, Tartu Durata: 1h:11 - Spettatori: 250 | Estonia     | 0 - 3 | Paesi Bassi | 21–25, 21–25, 10–25              |
| 18 agosto 2014 LeCoq Sport Spordimaja, Tartu Durata: 1h:21 - Spettatori: 50  | Bulgaria    | 0 - 3 | Serbia      | 21–25, 18–25, 22–25              |
| 18 agosto 2014 LeCoq Sport Spordimaja, Tartu Durata: 1h:24 - Spettatori: 60  | Paesi Bassi | 0 - 3 | Rep. Ceca   | 20–25, 23–25, 22–25              |
| 18 agosto 2014 LeCoq Sport Spordimaja, Tartu Durata: 1h:16 - Spettatori: 150 | Grecia      | 3 - 0 | Estonia     | 25–23, 25–18, 25–18              |
| 20 agosto 2014 LeCoq Sport Spordimaja, Tartu Durata: 1h:10 - Spettatori: 105 | Serbia      | 3 - 0 | Paesi Bassi | 25–13, 25–17, 25–19              |
| 20 agosto 2014 LeCoq Sport Spordimaja, Tartu Durata: 1h:18 - Spettatori: 75  | Grecia      | 3 - 0 | Bulgaria    | 25–18, 25–22, 25–15              |
| 20 agosto 2014 LeCoq Sport Spordimaja, Tartu Durata: 1h:14 - Spettatori: 60  | Estonia     | 1 - 3 | Rep. Ceca   | 15–25, 14–25, 25–20, 14–25       |
| 21 agosto 2014 LeCoq Sport Spordimaja, Tartu Durata: 1h:38 - Spettatori: 250 | Paesi Bassi | 0 - 3 | Grecia      | 15–25, 24–26, 16–25              |
| 21 agosto 2014 LeCoq Sport Spordimaja, Tartu Durata: 1h:16 - Spettatori: 100 | Rep. Ceca   | 0 - 3 | Serbia      | 18–25, 16–25, 14–25              |
| 21 agosto 2014 LeCoq Sport Spordimaja, Tartu Durata: 1h:17 - Spettatori: 200 | Bulgaria    | 3 - 0 | Estonia     | 25–21, 25–14, 25–23              |

#### Classifica
| Pos | Squadra     | Pt | G | V | P | SV | SP | Ratio | PF  | PS  | Ratio |
| --- | ----------- | -- | - | - | - | -- | -- | ----- | --- | --- | ----- |
| 1   | Serbia      | 15 | 5 | 4 | 1 | 15 | 0  | MAX   | 375 | 265 | 1.415 |
| 2   | Grecia      | 12 | 5 | 4 | 1 | 12 | 4  | 3.000 | 371 | 318 | 1.166 |
| 3   | Rep. Ceca   | 9  | 5 | 3 | 2 | 10 | 8  | 1.250 | 387 | 383 | 1.010 |
| 4   | Bulgaria    | 5  | 5 | 2 | 3 | 7  | 11 | 0.636 | 377 | 396 | 0.952 |
| 5   | Paesi Bassi | 4  | 5 | 1 | 4 | 5  | 12 | 0.416 | 337 | 385 | 0.875 |
| 6   | Estonia     | 0  | 5 | 0 | 5 | 1  | 15 | 0.066 | 295 | 395 | 0.746 |

### Girone B

#### Risultati
| 16 agosto 2014 Tampere Sports Centre, Tampere Durata: 1h:48 - Spettatori: 150 | Italia    | 2 - 3 | Belgio    | 24–26, 25–16, 25–10, 16–25, 13–15 |
| 16 agosto 2014 Tampere Sports Centre, Tampere Durata: 1h:24 - Spettatori: 500 | Finlandia | 0 - 3 | Russia    | 26–28, 22–25, 13–25               |
| 16 agosto 2014 Tampere Sports Centre, Tampere Durata: 1h:21 - Spettatori: 180 | Turchia   | 0 - 3 | Slovenia  | 19–25, 22–25, 18–25               |
| 17 agosto 2014 Tampere Sports Centre, Tampere Durata: 1h:52 - Spettatori: 200 | Belgio    | 3 - 1 | Russia    | 21–25, 25–14, 25–20, 25–17        |
| 17 agosto 2014 Tampere Sports Centre, Tampere Durata: 1h:17 - Spettatori: 500 | Slovenia  | 3 - 0 | Finlandia | 25–20, 25–19, 25–21               |
| 17 agosto 2014 Tampere Sports Centre, Tampere Durata: 1h:35 - Spettatori: 100 | Italia    | 1 - 3 | Turchia   | 16–25, 25–11, 22–25, 18–25        |
| 18 agosto 2014 Tampere Sports Centre, Tampere Durata: 1h:59 - Spettatori: 100 | Russia    | 3 - 1 | Slovenia  | 23–25, 25–22, 25–23, 25–20        |
| 18 agosto 2014 Tampere Sports Centre, Tampere Durata: 1h:46 - Spettatori: 150 | Turchia   | 3 - 1 | Belgio    | 17–25, 25–15, 25–22, 25–21        |
| 18 agosto 2014 Tampere Sports Centre, Tampere Durata: 1h:38 - Spettatori: 400 | Finlandia | 1 - 3 | Italia    | 17–25, 25–21, 18–25, 17–25        |
| 20 agosto 2014 Tampere Sports Centre, Tampere Durata: 1h:20 - Spettatori: 250 | Belgio    | 0 - 3 | Slovenia  | 17–25, 23–25, 23–25               |
| 20 agosto 2014 Tampere Sports Centre, Tampere Durata: 2h:00 - Spettatori: 200 | Italia    | 2 - 3 | Russia    | 25–23, 13–25, 28–26, 23–25, 13–15 |
| 20 agosto 2014 Tampere Sports Centre, Tampere Durata: 1h:13 - Spettatori: 300 | Turchia   | 3 - 0 | Finlandia | 25–15, 25–19, 25–17               |
| 21 agosto 2014 Tampere Sports Centre, Tampere Durata: 1h:12 - Spettatori: 150 | Slovenia  | 3 - 0 | Italia    | 25–16, 25–22, 25–22               |
| 21 agosto 2014 Tampere Sports Centre, Tampere Durata: 2h:06 - Spettatori: 200 | Russia    | 2 - 3 | Turchia   | 23–25, 25–21, 20–25, 25–13, 12–15 |
| 21 agosto 2014 Tampere Sports Centre, Tampere Durata: 1h:40 - Spettatori: 400 | Finlandia | 1 - 3 | Belgio    | 25–21, 23–25, 18–25, 12–25        |

#### Classifica
| Pos | Squadra   | Pt | G | V | P | SV | SP | Ratio | PF  | PS  | Ratio |
| --- | --------- | -- | - | - | - | -- | -- | ----- | --- | --- | ----- |
| 1   | Slovenia  | 12 | 5 | 4 | 1 | 13 | 3  | 4.333 | 390 | 340 | 1.147 |
| 2   | Turchia   | 11 | 5 | 4 | 1 | 12 | 7  | 1.714 | 411 | 395 | 1.040 |
| 3   | Russia    | 9  | 5 | 3 | 2 | 12 | 9  | 1.333 | 471 | 448 | 1.051 |
| 4   | Belgio    | 8  | 5 | 3 | 2 | 10 | 10 | 1.000 | 430 | 424 | 1.014 |
| 5   | Italia    | 5  | 5 | 1 | 4 | 8  | 13 | 0.615 | 442 | 444 | 0.995 |
| 6   | Finlandia | 0  | 5 | 0 | 5 | 2  | 15 | 0.133 | 327 | 420 | 0.778 |

### Fase finale

#### Finale 1º e 3º posto
|  | Semifinali | Semifinali | Semifinali |          |        | 1º/2º posto | 1º/2º posto | 1º/2º posto |  |
|  |            |            |            |          |        |             |             |             |  |
|  | Serbia     | Serbia     | 3          |          |        |             |             |             |  |
|  | Serbia     | Serbia     | 3          |          |        |             |             |             |  |
|  | Turchia    | Turchia    | 0          |          |        |             |             |             |  |
|  | Turchia    | Turchia    | 0          |          | Serbia | Serbia      | 3           |             |  |
|  |            |            |            |          | Serbia | Serbia      | 3           |             |  |
|  |            |            | Slovenia   | Slovenia | 2      |             |             |             |  |
|  | Slovenia   | Slovenia   | Slovenia   | Slovenia | 2      | 3           |             |             |  |
|  | Slovenia   | Slovenia   |            |          |        | 3           |             |             |  |
|  | Grecia     | Grecia     | 0          |          |        | 3º/4º posto | 3º/4º posto | 3º/4º posto |  |
|  | Grecia     | Grecia     | 0          |          |        |             |             |             |  |
|  |            |            |            |          |        |             |             |             |  |
|  |            |            |            |          |        | Turchia     | Turchia     | 3           |  |
|  |            |            |            |          |        | Turchia     | Turchia     | 3           |  |
|  |            |            |            |          |        | Grecia      | Grecia      | 1           |  |

##### Semifinali
| 23 agosto 2014 LeCoq Sport Spordimaja, Tartu Durata: 1h:16 - Spettatori: 150 | Serbia   | 3 - 0 | Turchia | 25–21, 25–21, 25–12 |
| 23 agosto 2014 LeCoq Sport Spordimaja, Tartu Durata: 1h:12 - Spettatori: 100 | Slovenia | 3 - 0 | Grecia  | 25–16, 25–21, 25–16 |

##### Finale 3º posto
| 24 agosto 2014 LeCoq Sport Spordimaja, Tartu Durata: 1h:40 - Spettatori: 100 | Turchia | 3 - 1 | Grecia | 18-25, 25-18, 25-23, 25-15 |

##### Finale
| 24 agosto 2014 LeCoq Sport Spordimaja, Tartu Durata: 2h:02 - Spettatori: 500 | Serbia | 3 - 2 | Slovenia | 25-23, 17-25, 24-26, 25-17, 15-12 |

#### Finale 5º - 7º posto
|  | Semifinali | Semifinali | Semifinali |          |           | 5º/6º posto | 5º/6º posto | 5º/6º posto |  |
|  |            |            |            |          |           |             |             |             |  |
|  | Rep. Ceca  | Rep. Ceca  | 3          |          |           |             |             |             |  |
|  | Rep. Ceca  | Rep. Ceca  | 3          |          |           |             |             |             |  |
|  | Belgio     | Belgio     | 1          |          |           |             |             |             |  |
|  | Belgio     | Belgio     | 1          |          | Rep. Ceca | Rep. Ceca   | 2           |             |  |
|  |            |            |            |          | Rep. Ceca | Rep. Ceca   | 2           |             |  |
|  |            |            | Bulgaria   | Bulgaria | 3         |             |             |             |  |
|  | Bulgaria   | Bulgaria   | Bulgaria   | Bulgaria | 3         | 3           |             |             |  |
|  | Bulgaria   | Bulgaria   |            |          |           | 3           |             |             |  |
|  | Russia     | Russia     | 2          |          |           | 7º/8º posto | 7º/8º posto | 7º/8º posto |  |
|  | Russia     | Russia     | 2          |          |           |             |             |             |  |
|  |            |            |            |          |           |             |             |             |  |
|  |            |            |            |          |           | Belgio      | Belgio      | 1           |  |
|  |            |            |            |          |           | Belgio      | Belgio      | 1           |  |
|  |            |            |            |          |           | Russia      | Russia      | 3           |  |

##### Semifinali
| 23 agosto 2014 LeCoq Sport Spordimaja, Tartu Durata: 1h:45 - Spettatori: 100 | Rep. Ceca | 3 - 1 | Belgio | 25–18, 25–22, 19–25, 25–17       |
| 23 agosto 2014 LeCoq Sport Spordimaja, Tartu Durata: 1h:59 - Spettatori: 60  | Bulgaria  | 3 - 2 | Russia | 25–21, 16–25, 10–25, 25–23, 15–5 |

##### Finale 7º posto
| 24 agosto 2014 LeCoq Sport Spordimaja, Tartu Durata: 1h:38 - Spettatori: 80 | Belgio | 1 - 3 | Russia | 19-25, 25-19, 18-25, 17-25 |

##### Finale 5º posto
| 24 agosto 2014 LeCoq Sport Spordimaja, Tartu Durata: 2h:12 - Spettatori: 100 | Rep. Ceca | 2 - 3 | Bulgaria | 19-25, 25-21, 25-22, 8-25, 17-19 |

## Podio

### Campione
Formazione: 1 Jovana Kocić, 2 Aleksandra Ćirović, 3 Jelena Novaković, 4 Sara Lozo, 5 Katarina Marinković, 6 Aleksandra Brđović, 8 Maja Aleksić, 9 Katarina Lazović, 11 Bojana Milenković, 14 Sara Vučićević, 16 Milena Dimić, 18 Tijana Bošković, CT: Marijana Boričić

### Secondo posto
Formazione: 1 Mori, 2 Mijoč, 3 Zbičajnik, 5 Đukić, 8 Mihalinec, 9 Markovič, 10 Mihevc, 11 Pintar, 12 Ščuka, 13 Sobočan, 16 Blažič, 17 Pahor, CT: Časar

### Terzo posto
Formazione: 1 Melis Yılmaz, 3 Cansu Özbay, 5 Ayça Aykaç, 6 Rida Erlalelitepe, 7 Ada Germen, 8 Aybüke Özdemir, 9 Pelin Aroğuz, 10 Hümay Topaloğlu, 11 Yagmur Kılıç, 15 Arelya Karasoy, 17 Su Zent, 18 Hande Baladın, CT: Mustafa Doganci

## Classifica finale
| Pos     | Squadre     | Qualificazione                    |
| ------- | ----------- | --------------------------------- |
| Oro     | Serbia      | Campionato mondiale juniores 2015 |
| Argento | Slovenia    |                                   |
| Bronzo  | Turchia     |                                   |
| 4       | Grecia      |                                   |
| 5       | Bulgaria    |                                   |
| 6       | Rep. Ceca   |                                   |
| 7       | Russia      |                                   |
| 8       | Belgio      |                                   |
| 9       | Italia      |                                   |
| 10      | Paesi Bassi |                                   |
| 11      | Finlandia   |                                   |
| 12      | Estonia     |                                   |

## Premi individuali
| Premio                 | Nome                | Squadra  |
| ---------------------- | ------------------- | -------- |
| MVP                    | Tijana Bošković     | Serbia   |
| Miglior realizzatrice  | Anthī Vasilantōnakī | Grecia   |
| Miglior attaccante     | Pelin Aroğuz        | Turchia  |
| Miglior muro           | Anastasia Barchuk   | Russia   |
| Miglior servizio       | Sara Lozo           | Serbia   |
| Miglior palleggiatrice | Eva Mori            | Slovenia |
| Miglior ricevitrice    | Bojana Milenković   | Serbia   |
| Miglior libero         | Maja Pahor          | Slovenia |